# Asaïb Ahl al-Haq
Pour les articles homonymes, voir AAH.
Asaïb Ahl al-Haq (arabe : عصائب أهل الحق, « La ligue des détenteurs du droit »), surnommé AAH par la coalition militaire en Irak et Résistance islamique en Irak par ses partisans, est un mouvement militaire et politique islamiste chiite irakien soutenu par l'Iran.

## Fondation
Asaïb Ahl al-Haq naît en juillet 2006 d'un scission de l'Armée du Mahdi. Le groupe est fondé par Qais al-Khazali, qui est recruté par le Corps des Gardiens de la révolution islamique pour diriger cette milice. Le général iranien Qassem Soleimani, commandant en chef de la Force Al-Qods, serait à l'origine de la création du groupe.

## Affiliations
Dès sa création, AAH intègre les « Groupes spéciaux », dont il pourrait même constituer le noyau,,.
Asaïb Ahl al-Haq est un des principaux groupes des Hachd al-Chaabi, formés en Irak le 15 juin 2014.

## Idéologie
Asaïb Ahl al-Haq adhère à l'idéologie de la république islamique d'Iran, son but est d'instaurer en Irak un gouvernement islamique chiite fondé sur le Velayat-e faqih.
Islamiste chiite, l'AAH devient un mouvement politique après le départ des Américains en 2011. Très pro-Iranien, il se réclame de la révolution islamique. Une rivalité l'oppose aux sadristes de l'ex-Armée du Mahdi, qui va parfois jusqu'aux affrontements armés ou aux assassinats. Le groupe est également proche de l'ancien Premier ministre irakien Nouri al-Maliki,,.

## Commandement
AAH est dirigé par son fondateur Qais al-Khazali. Ce dernier est arrêté le 20 mars 2007 à Bassorah par les troupes d'occupation américaines et Akram al-Kaabi prend le commandement pendant la période de son emprisonnement,. Qais al-Khazali est relâché vers fin décembre 2009 ou début janvier 2010 en échange de la libération d'un otage britannique,.

## Effectifs
Les effectifs du groupe sont estimés à environ 4 000 hommes en 2015. Son quartier-général est établi à Bagdad, il dispose également de bureaux à Al Khalis, Bassorah, Najaf et dans plusieurs villes du sud et du centre de l'Irak. En 2015, il compte également quelques centaines de combattants sunnites.
En 2017 le groupe compterait plus de 10 000 combattants, s'imposant ainsi comme l'une des plus puissantes milices chiites en Irak.

## Actions

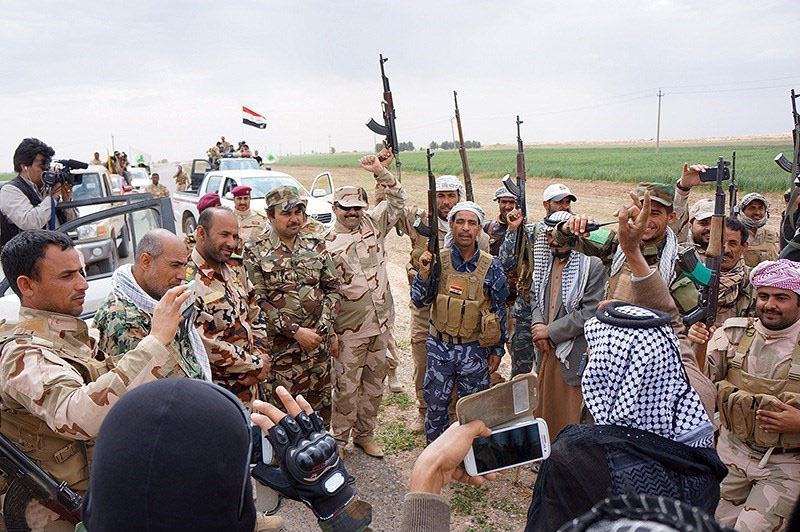
Des militaires irakiens et des miliciens d'Asaïb Ahl al-Haq dans la province de Salah ad-Din en avril 2016.

Asaïb Ahl al-Haq mène ses premières opérations militaires lors du Conflit israélo-libanais de 2006 en affrontant l'armée israélienne aux côtés du Hezbollah. Il est ensuite rappelé en Irak pour affronter la coalition.
Pendant la guerre d'Irak, AAH est actif à Sadr City, dans les zones chiites de l'Irak et dans les provinces de Diyala et Kirkouk.
En 2006, l'AAH abat un hélicoptère Lynx de l’armée britannique à Bassorah et est crédité d'avoir mené, entre 2006 et 2011, 6 000 attaques contre les forces américaines.
En mars 2008, Asaïb Ahl al-Haq prend part à la Bataille de Bassorah contre l'Armée du Mahdi.
Dès 2012, il fournit des combattants aux milices étrangères pro-régime durant la guerre civile syrienne ; il est accusé de plusieurs massacres contre des sunnites en juillet et août 2014,,.
Lors de la seconde guerre civile irakienne, l'AAH prend part à la bataille d'al-Anbar, à la bataille de Samarra, au siège d'Amerli, et à la bataille de Mossoul de 2016-2017.
En septembre 2017, Qais al-Khazali met en garde par rapport au référendum sur la question du Kurdistan indépendant qui aura lieu le 25 du même mois, déclarant ainsi que si le Kurdistan venait à avoir son indépendance, son groupe (AHH) et le Hachd al-Chaabi interviendront militairement considérant cela comme une occupation illégale.

## Exactions
AAH serait responsable de plusieurs massacres contre des sunnites en Irak. Il est accusé d'avoir tué 23 civils à Bouhriz (en) en mars 2014, exécuté 50 personnes dans la province de Babil en juillet 2014 et massacré au moins 68 civils sunnites dans une mosquée de la province de Diyala le 22 août 2014,,.

## Soutiens
Le groupe est soutenu par l'Iran et ses combattants sont entraînés en Iran par le Corps des Gardiens de la révolution islamique. Selon Phillip Smyth, chercheur à l'Université du Maryland, AAH fait partie des milices chiites irakiennes dont les liens avec l'Iran sont les plus serrés.

## Enlèvements
À la suite de l'arrestation de Qaïs et Laith al-Khazali, en mars 2007, le groupe monte une expédition le 29 mai 2007 contre le ministère des finances irakien (en) et enlève cinq Britanniques dont 4 travaillaient pour une société canadienne de sécurité Garda World et Peter Moore, un consultant en informatique. Peter Moore a été échangé contre Qais al-Khazali, les quatre autres otages (Jason Swindlehurst, Jason Creswell, Alec MacLachlan et Alan McMenemy) ont été tués par balles.
Le 6 février 2010, le groupe revendique l'enlèvement de Issa T. Salomi, un entrepreneur civil américain disparu le 23 janvier 2010 à Bagdad. Il est relâché le 25 mars 2010.